# Ochrosperma lineare
Ochrosperma lineare är en myrtenväxtart som först beskrevs av Cyril Tenison White, och fick sitt nu gällande namn av Malcolm Eric Trudgen. Ochrosperma lineare ingår i släktet Ochrosperma och familjen myrtenväxter. Inga underarter finns listade i Catalogue of Life.